# 威尔士亲王岛 (加拿大北极群岛)
威尔士亲王岛（英語：Prince of Wales Island）是加拿大北极群岛中的一个岛屿，隶属努纳武特领地，位于维多利亚岛与萨默塞特岛之间，伊丽莎白女王群岛之南。该岛无常驻居民点。
该岛面积为33,339平方公里（12,872平方英里），为加拿大第10大岛，世界第40大岛。该地最高海拔为320m。